# Маслов, Пётр Павлович
Пётр Па́влович Ма́слов (15 (27) июля 1867 — 4 июня 1946) — советский учёный-аграрий, экономист, историк, академик АН СССР (12.01.1929). Автор работ по политической экономии социализма, аграрной теории, истории крестьянства в России.

## Биография
Родился в старообрядческой казачьей семье в деревне Масловка Уйской станицы Троицкого уезда Оренбургской губернии. После окончания казачьей школы обучался в Троицкой гимназии. Поступив в Императорский Казанский университет в 1887 году, посещал марксистский кружок Н. Е. Федосеева. За организацию студенческих беспорядков был исключён с 1 курса и выслан из Казани. В 1889 году поступил на 2-й курс Харьковского ветеринарного института. В том же году был арестован по казанскому делу и пробыл в заключении 3 года. В 1892 году по ходатайству отца отправлен на жительство на родину. Затем переезжает в Самару, в 1893—1894 работал в «Самарской газете».
В 1893 году познакомился с Владимиром Ульяновым.
В 1894 изучал политическую экономию в Венском университете под руководством профессора О. Филипповича. В 1896 вернулся в Самару, редактировал первую легальную марксистскую газету «Самарский вестник» (1896—1897). Будучи женат, пережил роман с Александрой Коллонтай.
После закрытия правительством газеты в 1897 переехал в Петербург. В 1897—1901 сотрудничал в первых марксистских журналах «Жизнь», «Начало», «Научное обозрение». В 1901 за участие в демонстрации снова арестован и выслан в Саратов на 3 года, руководил земским исследованием кустарных промыслов в Саратовской губернии.
После II съезда РСДРП примкнул к меньшевикам. В 1905 переехал в Москву, где редактировал журнал «Правда» и с октября по декабрь 1905 «Московскую газету». Выдвинул меньшевистскую программу муниципализации земли, отстаивал её на IV съезде РСДРП (1906), где был докладчиком по аграрному вопросу; выступал против ленинской программы национализации земли. Съездом была принята программа муниципализации Маслова. В 1906—1907 работал в петербургских журналах и преподавал в качестве доцента в Петербургском сельскохозяйственном институте.
В 1908 году эмигрировал, так как ему грозила тюрьма за редактирование «Московской газеты». После поражения Первой русской революции стоял на позициях ликвидаторства. Осуществил исследование истории народного хозяйства в рамках многотомного труда «Общественное движение в России в начале XX века» (тт. I—IV. СПб. 1909—1914), который вышел под редакцией Л. Мартова, П. Маслова и А. Потресова.
В 1910 году прочёл курс лекций для рабочих во фракционной школе группы «Вперёд» в Болонье.
В 1913 году по амнистии вернулся в Россию, работал сначала в Петербурге, затем с 1914 в Москве. В 1916—1917 редактировал в Москве журналы «Экономическое обозрение» и «Дело». Во время Первой мировой войны занимал оборонческую позицию.
В 1915 году был избран товарищем председателя Общества имени А. И. Чупрова для разработки общественных наук.
После Февральской революции в составе Центрального земельного комитета принимал участие в подготовке закона о земле. Входил в состав распорядительного комитета Лиги аграрных реформ. Был членом Предпарламента. После Октябрьской революции вернулся на родину в деревню Масловка Троицкого уезда. В конце июня 1918 делегирован населением станицы на Челябинский уездный съезд крестьянских, казачьих, рабочих и мусульманских депутатов, который проходил под его председательством. Избран съездом на должность председателя нового состава исполкома Челябинского комитета Народной власти. С июля 1918 исполнял обязанности комиссара Приуралья при Временном Сибирском правительстве. Участник Государственного совещания в Уфе. Выражая несогласие с политикой сибирских властей, подал в отставку и отошёл от политической деятельности.
В ноябре 1918 назначен профессором Омского сельскохозяйственного института по кафедре политической экономии и статистики. Преподавал в 1918—1919 годах в Омском сельскохозяйственном институте, в 1919—1921 годах в Иркутском государственном университете, в 1921—1922 годах в Читинском институте народного образования, в 1923—1926 годах в Московском университете и Московском институте народного хозяйства им. Г. В. Плеханова. В 1924—1929 годах работал в Институте экономики РАНИОН.
В 1929 был избран действительным членом Академии Наук СССР. В рамках Академии наук он занимался многими вопросами. В 1930 г. Президиум АН СССР просит Маслова принять участие в работах Комиссии экспедиционных исследований Академии наук и взять на себя общее руководство экономическим обоснованием выводов по результатам экономических исследований Академии наук. Летом 1930 г. он выезжает в Павлодар для изучения экономики Прииртышского соледобывающего района: принимает участие в конференциях по изучению производительных сил отдельных республик. В связи с поставленной на июньском Пленуме (1931 г.) проблемой организации социалистических городов было поручено разработать эти вопросы академикам П. П. Маслову и С. Г. Струмилину.
Привлекался по делу Союзного бюро меньшевиков. 25 апреля 1931 года был освобождён из-под стражи и выслан за пределы Москвы на три года. Но уже 30 апреля 1931 года его дело было пересмотрено,и Маслову было разрешено свободное проживание на всей территории СССР.
Сыновья:
Павел Петрович Маслов — известный учёный-статистик, заведовал кафедрой статистики Московского финансового института.
Владимир Петрович Маслов — советский геолог, литолог и палеонтолог.
Внук — Виктор Павлович Маслов, математик и физик, академик РАН.
Похоронен в колумбарии Новодевичьего кладбища.